# Campionato del mondo di calcio da tavolo 2008
Il Campionato del Mondo di Calcio da tavolo venne disputato a Vienna, in Austria, il 14 e 15 giugno 2008.
Sono stati assegnati 2 titoli femminili e 8 titoli maschili:
- femminile
  - individuale
  - squadre
- maschile
  - Open individuale
  - Open a squadre
  - Under19 individuale
  - Under19 a squadre
  - Under15 individuale
  - Under15 a squadre
  - Veterans individuale
  - Veterans a squadre

## Medagliere
| Pos. | Paese       | Oro | Argento | Bronzo | Totale |
| ---- | ----------- | --- | ------- | ------ | ------ |
| 1    | Italia      | 3   | 2       | 4      | 9      |
| 2    | Paesi Bassi | 2   | 2       | 1      | 5      |
| -    | Spagna      | 2   | 2       | 1      | 5      |
| 4    | Austria     | 1   | 2       | 5      | 8      |
| 5    | Francia     | 1   | 1       | 2      | 4      |
| 6    | Belgio      | 1   | 0       | 3      | 4      |
| 7    | Germania    | 1   | 0       | 2      | 3      |

## Categoria Open

### Risultati

#### Individuale
Prima fase a gironi ed Eliminazione Diretta
| Oro     | Eric Verhagen                    | Paesi Bassi    |
| Argento | Saverio Bari                     | Italia         |
| Bronzo  | Wolfgang Leitner Valery Dejardin | Austria Belgio |

#### Squadre
Prima fase a gironi ed Eliminazione Diretta
| Oro     | Italia Efrem Intra, Massimo Bolognino, Daniele Bertelli, Simone Bertelli, Saverio Bari                                                                                         | Italia         |
| Argento | Belgio Christophe Dheur, Valéry Dejardin, Gil Delogne, Nathan Dupont, Bessim Golger                                                                                            | Belgio         |
| Bronzo  | Austria Erich Hinkelmann, Thomas Korzil, Wolfgang Leitner, Karl Heinz Heider, Manfred Pawlica Spagna Alberto Mateos, Vincent Prats, Raul Benita, Carlos Flores, Vincent Benita | Austria Spagna |

## Categoria Under19

### Risultati

#### Individuale
Prima fase a gironi ed Eliminazione Diretta
| Oro     | Juan Manuel Noguera            | Spagna         |
| Argento | Josè Antonio Gomez Ros         | Spagna         |
| Bronzo  | Thomas Karnthaler Justin Leroy | Austria Belgio |

#### Squadre
Prima fase a gironi ed Eliminazione Diretta
| Oro     | Spagna Juan Manuel Noguera, Josè Antonio Gomez Ros, Josè Maria Rodriguez, Pedro Ortin Saura                                                                        | Spagna        |
| Argento | Austria Alexander Lizar, Alexander Haas, Patrick Zeilinger, Thomas Karnthaler                                                                                      | Austria       |
| Bronzo  | Italia Riccardo La Rosa, Leonardo Praino, Francesco Nespoli, Fabrizio Coco Belgio Justin Leroy, Jerome Bertrand, Renald Deloose, Diego Gonçalves, Jonathan Thulier | Italia Belgio |

## Categoria Under15

### Risultati

#### Individuale
Prima fase a gironi ed Eliminazione Diretta
| Oro     | Björn Kegenbein                    | Germania        |
| Argento | Mitchell Timmers                   | Paesi Bassi     |
| Bronzo  | Mattia Bellotti Marcel Kwiatkowski | Italia Germania |

#### Squadre
Prima fase a gironi ed Eliminazione Diretta
| Oro     | Italia Mattia Bellotti, Luca Battista, Niccolò Stefanucci, Simone Palmieri  | Italia      |
| Argento | Paesi Bassi Glenn Sprenkels, Jovi Willeijns, Casey Van Os, Mitchell Timmers | Paesi Bassi |
| Bronzo  | Francia Leny Goisnard, Pierre Foucher, Alexandre Deselgaulx                 | Francia     |

## Categoria Veterans

### Risultati

#### Individuale
Prima fase a gironi ed Eliminazione Diretta
| Oro     | Martijn Bom                     | Paesi Bassi    |
| Argento | Stefano Defrancesco             | Italia         |
| Bronzo  | Giacomo Monica Erich Hinkelmann | Italia Austria |

#### Squadre
Prima fase a gironi ed Eliminazione Diretta
| Oro     | Italia Emilio Richichi, Paolo Finardi, Francesco Mattiangeli, Stefano Defrancesco, Giacomo Monica                                                             | Italia               |
| Argento | Spagna Josè Leon, Arturo Martinez, Juan Carlos Granados, Fernando Gómez                                                                                       | Spagna               |
| Bronzo  | Paesi Bassi Renè Bolte, Ton Timmers, Henk Landzaat, Martjin Bom, Erwin Smit Germania Thossa Büsing, Marcus Tilgner, Ulrich Selsen, Wolfgang Mair, Roland Popp | Paesi Bassi Germania |

## Categoria Femminile

### Risultati

#### Individuale
Prima fase a gironi ed Eliminazione Diretta
| Oro     | Michaela Scherbaum                | Austria         |
| Argento | Francoise Guyot                   | Francia         |
| Bronzo  | Celine Grandmougin Elisabeth Haas | Francia Austria |

#### Squadre
Prima fase a gironi ed Eliminazione Diretta
| Oro     | Francia Arielle Guyot, Françoise Guyot, Celine Grandmougin, Audrey Herbaut                            | Francia |
| Argento | Austria Bettina Exler-Lenz, Jelena Radic, Elisabeth Haas, Michaela Scherbaum                          | Austria |
| Bronzo  | Italia Eleonora Buttitta, Giuditta Lo Cascio, Laura Panza-Intra, Gabriella Costa, Valentina Bartolini | Italia  |